# Vera Cruz (Indiana)
Vera Cruz es un pueblo ubicado en el condado de Wells en el estado estadounidense de Indiana. En el Censo de 2010 tenía una población de 80 habitantes y una densidad poblacional de 302,83 personas por km².

## Geografía
Vera Cruz se encuentra ubicado en las coordenadas 40°42′5″N 85°4′47″O / 40.70139, -85.07972. Según la Oficina del Censo de los Estados Unidos, Vera Cruz tiene una superficie total de 0.26 km², de la cual 0.26 km² corresponden a tierra firme y (0.98%) 0 km² es agua.

## Demografía
Según el censo de 2010, había 80 personas residiendo en Vera Cruz. La densidad de población era de 302,83 hab./km². De los 80 habitantes, Vera Cruz estaba compuesto por el 93.75% blancos, el 0% eran afroamericanos, el 0% eran amerindios, el 0% eran asiáticos, el 0% eran isleños del Pacífico, el 5% eran de otras razas y el 1.25% pertenecían a dos o más razas. Del total de la población el 5% eran hispanos o latinos de cualquier raza.